# كيمبرا

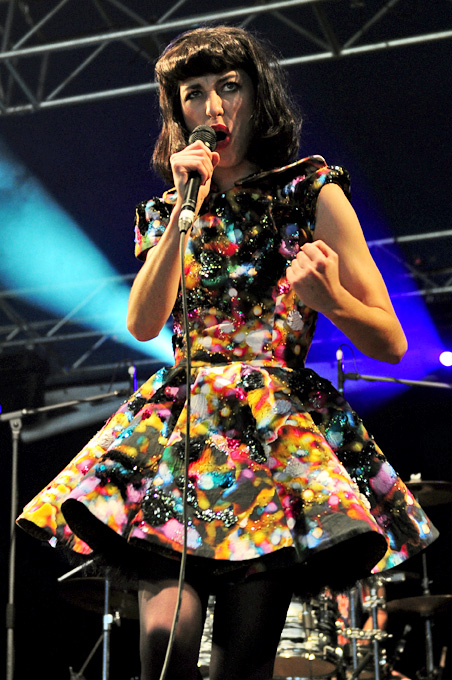
كيمبرا

كيمبرا (بالإنجليزية: Kimbra) وإسمها الكامل كيمبرا لي جونسون (بالإنجليزية: Kimbra Lee Johnson) وهي مغنية نيوزيلندية مقيمة في مدينة ميلبورن في فكتوريا في أستراليا ولدت في يوم 27 مارس 1990 في مدينة هاملتون في نيوزيلندا غنت مع غوتييه أغنية Some body i used to know وألتي احتلت المراتب الأولى في الولايات المتحدة والمملكة المتحدة.

## روابط خارجية
- كيمبرا على موقع IMDb (الإنجليزية)
- كيمبرا على موقع ميوزك برينز (الإنجليزية)
- كيمبرا على موقع رولينغ ستون (الإنجليزية)
- كيمبرا على موقع أول ميوزيك (الإنجليزية)
- كيمبرا على موقع ديسكوغز (الإنجليزية)
- كيمبرا على موقع قاعدة بيانات الفيلم (الإنجليزية)